# Premier jour de la bataille de la Somme
Première Guerre mondiale
Batailles
Bataille de la Somme
- Albert
- Crête de Bazentin
- Bois Delville
- Pozières
- Guillemont (en)
- Ginchy
- Flers-Courcelette
- Morval
- Crête de Thiepval
- Le Transloy
- Hauteurs de l'Ancre

Le 1er juillet 1916 marqua le début de la bataille de la Somme. Ce fut le jour le plus sanglant de l'histoire de l'armée britannique et l'un des plus terribles de la Première Guerre mondiale. A 7h30, 14 divisions britanniques et 6 divisions françaises ont commencé à avancer. L'objectif de l'attaque était de prendre la première et la deuxième position défensive allemande de Serre au sud jusqu'à la route Albert-Bapaume et la première position de la route au sud jusqu'à Foucaucourt. Alors que les Français ont réussi, les Britanniques ont vécu un désastre. Dans la plupart des cas, ils n'ont pas été en mesure de suivre le rythme du tir de barrage qui devait les amener jusqu'aux tranchées allemandes. Les Allemands ont ainsi eu le temps de sortir de leurs abris, d'occuper leurs tranchées et d'ouvrir le feu. Au prix de la perte de près de 60 000 hommes, 8 km² ont pu être conquis.

## Préambule
En décembre 1915, les commandants en chef alliés se sont mis d'accord à Conférence de Chantilly sur une stratégie commune qui prévoyait des attaques simultanées des armées française, russe, britannique et italienne. La zone d'opération britannique comprenait le nord de la France et les Flandres. Le 14 février, le général Joseph Joffre et Douglas Haig se mirent d'accord sur une offensive combinée dans la Somme début juillet. En avril, le cabinet britannique approuva une offensive en France. Après l'attaque allemande sur Verdun le 21 février, Ferdinand Foch proposa une offensive sur un front de 45 km entre Lassigny et la Somme, qui serait menée par 42 divisions françaises. Il proposa également une attaque britannique sur un front de 25 km de la Somme à Thiepval avec 25 divisions. Les divisions françaises prévues pour l'offensive commune furent rapidement détournées vers Verdun, de sorte que l'offensive fut finalement réduite à une attaque principale des Britanniques et à une attaque de soutien de la Sixième Armée française.

### Plan de bataille des Alliés
Le détournement de divisions françaises vers Verdun et la prise en charge de l’offensive par les Britanniques conduisirent à une révision du plan. Le maréchal britannique Douglas Haig s’orienta vers une stratégie combinant percée et épuisement. Haig, encouragé par les succès de Gorlice-Tarnów en 1915 et de Verdun au début de 1916, devint plus optimiste quant aux résultats possibles dès le lancement d’une offensive. Le général Henry Rawlinson, commandant en chef de la 4e armée britannique, privilégiait une attaque méthodique : les ceintures de défenses allemandes, profondes d’environ 1 800 mètres, devaient être détruites par l’artillerie, puis occupées par l’infanterie.

Tenter de viser des objectifs plus profonds vers la deuxième ligne allemande comportait le risque que l’infanterie se retrouve au-delà de la couverture de l’artillerie de campagne, mais cela présentait l’avantage de profiter du moment où l’artillerie allemande était en train de reculer. Le 28 juin, le quartier général de la 4e armée donna l’ordre que, dans le cas d’un effondrement des lignes allemandes, l’infanterie devait attaquer sans attendre la cavalerie. La 19e division (Western) et la 49e division (West Riding) devaient avancer le long de la route Albert-Bapaume et parallèlement vers le nord. La cavalerie, regroupée à 8 kilomètres à l’ouest d’Albert, ne devait intervenir qu’une fois les routes dégagées.

### Préparatifs allemands
De nombreuses unités allemandes stationnées sur la Somme étaient présentes depuis 1914 et avaient fourni d’importants efforts pour renforcer la ligne de défense avec des moyens limités, notamment en installant des barbelés au-delà des tranchées de front. Des chemins de fer, des routes et des voies navigables reliaient le front à la région industrielle de la Ruhr, qui fournissait le matériel pour les abris minés creusés tous les 46 mètres, capables d’accueillir 25 hommes.

En février 1916, après la bataille d’automne, une troisième ligne de défense fut commencée sur le front de la Somme, à 2,7 kilomètres de la ligne de soutien, et elle était presque achevée au début de la bataille. L’artillerie allemande était organisée en zones de barrage ; chaque officier d’infanterie devait connaître les batteries couvrant son secteur et celles-ci devaient pouvoir engager des cibles fugitives. Un système téléphonique avec des câbles enterrés à 1,8 mètre de profondeur, et s’étendant jusqu’à 8 kilomètres de la ligne de front, reliait l’artillerie.

Les défenses de la Somme présentaient deux faiblesses inhérentes qui n’avaient pas été corrigées lors de leur reconstruction. Les tranchées de première ligne étaient situées sur un versant exposé, tapissé de craie blanche provenant du sous-sol, ce qui les rendait facilement repérables pour les observateurs britanniques depuis le no man’s land. Les défenses étaient concentrées près de la tranchée de front : un régiment plaçait deux bataillons près du système de tranchées avant, tandis que le bataillon de réserve était réparti entre la ligne de soutien et la deuxième ligne, tous situés à moins de 1 800 mètres de la ligne de front. 

La plupart des troupes étaient regroupées à moins de 910 mètres de la ligne de front dans de nouveaux abris profonds. Cette concentration des troupes dans la zone avant les exposait à la majeure partie des tirs d’artillerie, qui étaient dirigés par des observateurs au sol suivant des repères bien visibles. En mai, des travaux furent entrepris pour creuser et câbler une nouvelle troisième ligne de défense.

## La bataille

### 2e armée allemande
En mai 1916, la 2e armée allemande (commandée par le général d'infanterie Fritz von Below) tenait, avec huit divisions, le front allant de Roye vers le nord jusqu’à Arras, dont trois divisions étaient en réserve. La défense allemande de la rive sud de la Somme était confiée au XVIIe corps (général Günther von Pannewitz) avec trois divisions. Sur la rive nord, le XIVe corps de réserve (général-lieutenant Hermann von Stein) défendait la ligne allant de la Somme à l’Ancre.

Le 20 juin, l’artillerie lourde britannique commença à bombarder les voies de communication allemandes situées derrière la ligne de front jusqu’à Bapaume et poursuivit ces tirs, avec des interruptions, jusqu’au soir du 22 juin. À l’aube du 24 juin, un tir de shrapnel s’abattit sur les positions allemandes de première ligne et les villages environnants. À midi, un tir plus précis commença et s’intensifia autour de Thiepval lorsque les batteries lourdes ouvrirent le feu.
Le 25 juin, les tirs d’artillerie lourde dominèrent, détruisant les tranchées et ensevelissant les abris. Les variations dans l’intensité des tirs indiquaient les zones qui seraient attaquées, Mametz, Fricourt et Ovillers étant les plus bombardées. En conséquence, les commandants allemands préparèrent leurs défenses autour des villages pendant la nuit et ordonnèrent l’occupation de la deuxième ligne. Après une accalmie nocturne, le bombardement reprit le 26 juin : à 5 h du matin, du gaz fut lâché en direction de Beaumont-Hamel et de Serre, avant que le bombardement ne s’intensifie près de Thiepval et ne cesse soudainement. La garnison allemande prit position et lança des fusées rouges pour demander un soutien d’artillerie, qui établit un barrage dans le no man’s land. 

Plus tard dans l’après-midi, des mortiers détruisirent les abris plus superficiels, tandis qu’un canon super-lourd commença à pilonner les principales positions allemandes. Les canons de moindre calibre, quant à eux, bombardèrent les villages proches de la ligne de front, d’où la population civile fut évacuée dans la précipitation. Les troupes allemandes logées dans les villages se replièrent en plein air pour échapper aux tirs. Les 27 et 28 juin, une forte pluie aggrava la dévastation, tandis que le bombardement alternait entre des tirs réguliers et précis, des pluies d’obus et des périodes de calme. Pendant la nuit, des patrouilles britanniques avancèrent dans le no man’s land ; les soldats capturés par les Allemands révélèrent qu’ils évaluaient les dégâts et cherchaient des survivants allemands. 

Les interrogatoires menés par les officiers allemands permirent d’obtenir des informations suggérant qu’une offensive débuterait le 29 juin à 5 h du matin, des deux côtés de la Somme et de l’Ancre. Toute l’infanterie allemande était prête avec des renforts, mais dans l’après-midi, le bombardement reprit, s’intensifiant plusieurs fois jusqu’à atteindre un tir de barrage. Les tirs d’artillerie se concentrèrent d’abord sur de petites sections de la ligne de front, avant de progresser en profondeur dans les défenses allemandes. Les tirs de gaz réguliers et les reconnaissances d’infanterie se poursuivirent.
 
Le bombardement du 30 juin suivit le même schéma que les jours précédents, rendant une grande partie des défenses allemandes inutilisables. Dans la nuit du 30 juin au 1er juillet, les tirs se déplacèrent vers les défenses arrière et les tranchées de communication. À 6 h 30, des ballons captifs montèrent dans les airs, et un barrage sans précédent commença sur toute la ligne de front allemande avant de s’arrêter brusquement à 7 h 30.

### 6e armée française

#### XXXVe Corps
Au sud de la Somme, le XXXVe corps (général Jacquot) a commencé son attaque deux heures après le début de l'offensive sur la rive nord. Une attaque française de grande ampleur sur la rive sud était jugée impossible par le commandement allemand. Après que la 10e division d'infanterie royale bavaroise eut été déplacée vers le nord pour renforcer le XIVe corps de réserve, les lignes de front des divisions sur la rive sud du fleuve s'élargirent encore, les trois divisions restantes du XVIIe corps d'armée engageant leur troisième régiment pour combler le vide. Le bombardement français d'introduction avait causé de nombreuses pertes chez les Allemands et détruit de nombreuses mitrailleuses et mortiers.
 
Lorsque l'attaque a commencé, masquée par le brouillard, les défenseurs allemands ont été surpris et dépassés. L'artillerie française disposait d'environ 10 batteries lourdes par kilomètre. 18 ballons d'observation faisaient face à la seule 11e division allemande et des avions d'observation d'artillerie français étaient pilotés si bas au-dessus d'Estrées que les soldats allemands pouvaient voir les visages des équipages. La 11e division ne disposait que de deux régiments d'artillerie de campagne et d'une partie d'un régiment envoyé en renfort, et n'avait pas de pièces lourdes pour le contre-feu, hormis l'appui périodique d'un petit nombre de pièces lourdes couvrant tout le côté sud de la rivière.

Le 30 juin, le groupe d'artillerie allemand autour d'Estrées, Soyécourt et Fay entreprit un bombardement systématique de la ligne de front française. Au moment de l'attaque, le 1er juillet, l'artillerie allemande avait été touchée par 15 000 obus sur la rive sud et réduite presque au silence à 11 heures. A 9h30, le tir de barrage français s'est levé du front allemand et trois mines ont été déclenchées sous un rempart dans le village de Fay. Malgré des pertes dues aux tirs allemands d'au-delà du flanc sud, un certain degré de surprise a été atteint.
 
Le 10e régiment de grenadiers a été exposé à un « torrent » de feu pendant la nuit, ce qui a obligé l'infanterie allemande à se protéger dans des galeries de mines. En même temps que l'attaque d'infanterie et les explosions de mines à 10h00, une attaque au gaz a eu lieu, tuant de nombreuses troupes qui s'y étaient retranchées. A 14h00, les défenses avaient été débordées et les Allemands tués ou capturés. Les renforts disponibles ont été déplacés vers l'avant pour occuper la deuxième position au sud d'Assevillers.

#### Ier Corps Colonial

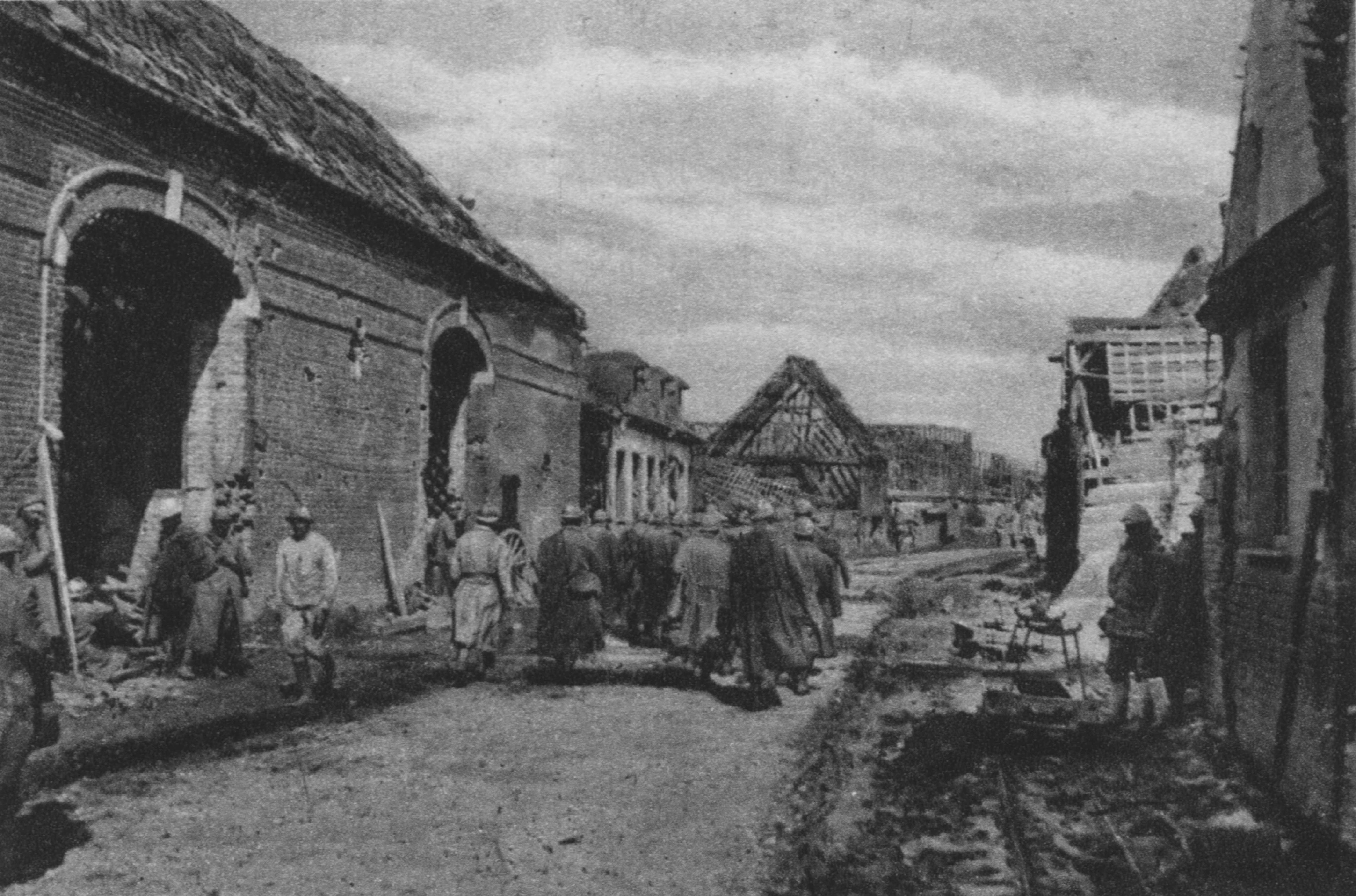
Herbécourt le 2 juillet après sa reprise par les Français.

Le Ier Corps Colonial (général Berdoulat) commença également son avance deux heures après l'attaque principale. Les 2e et 3e divisions coloniales avancèrent entre XXXV. Corps et la rivière et, en quinze minutes, envahirent la première ligne défensive de la 121e division allemande et capturèrent Dompierre-Bequincourt. Sur l'aile gauche française, Frize est bombardée puis capturée par une attaque à 12h30. Les 2e et 3e divisions coloniales pénètrent alors par 2500 m de profondeur dans la deuxième position allemande, occupée par la III. Le bataillon du 60e régiment d'infanterie se tient autour d'Assevillers et d'Herbécourt. Assevillers est capturé à 16h00. Herbécourt a été attaqué et capturé depuis le nord-ouest à 17h30, mais a ensuite été de nouveau perdu face à une contre-attaque allemande.,

#### XXe Corps
Au nord de la Somme, le XXe Corps (général Balfourier), avec des éléments de la 30e division britannique et de la 39e division française, commença son avance en même temps que l'attaque principale, à 7h30. Favorisées par le brouillard, les deux divisions atteignirent leurs objectifs sans difficulté. Ce n'est qu'à Bois Favière (dans le secteur de la 39e division, où une partie de la forêt fut tenue par les Allemands pendant plusieurs jours) et à Curlu (dans le secteur de la 11e division sur la rive nord) que les Allemands purent mettre en place une défense organisée. La situation à midi était si satisfaisante que le général Nourrisson envisagea d'attaquer Hardecourt en face de son front ; mais il abandonna l'idée car les Britanniques n'avançaient pas vers leur deuxième objectif au-delà de Montauban. Quatre contre-attaques d'Hardecourt furent repoussées, et en milieu de matinée, 2.500 prisonniers furent capturés et une avancée de 1,5 km fut réalisée.

### 4e Armée britannique

#### XIII Corps

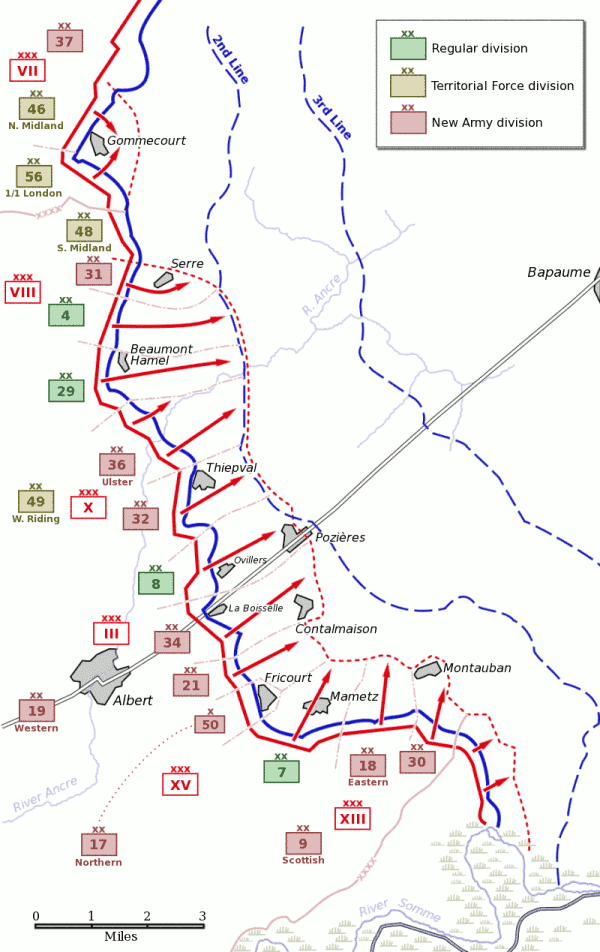
Objectifs anglo-français, rive nord de la Somme, 1er juillet 1916

L'aile sud de la ligne britannique était tenue par le XIIIe Corps du lieutenant-général Walter Norris Congreve, qui avançait sur Montauban avec les 18e (Est) (général de division Maxse) et 30e (général de division Shea) britanniques. La 30e division a atteint ses objectifs à 13h00 et la 18e division à 15h00. Les défenses allemandes au sud de la rue Albert Bapaume étaient de loin moins développées qu'au nord et étaient visibles depuis des zones tenues par les Britanniques et les Français. L'infanterie avançait derrière un tir de barrage soutenu par l'artillerie lourde du XXe corps français.
 
Corps au sud. Une grande partie de l'artillerie allemande dans la région avait été mise hors d'état de nuire pendant le bombardement préparatoire ; les deuxième et troisième lignes allemandes étaient incomplètes et ne possédaient aucune galerie, à l'exception de la première tranchée. Sur la droite du XIIIe corps, la plus grande partie de la défense fut détruite par l'artillerie. Dans le chaos, des rapports alarmants parvinrent selon lesquels les forêts de Bernafay et de Trônes avaient été conquises, et avant midi, tous les hommes disponibles furent appelés à rejoindre la deuxième ligne de défense. La 12e division de réserve reçut l'ordre de préparer une contre-attaque nocturne de Montauban à Mametz, mais à minuit, elle n'avait atteint que la deuxième ligne.

#### XVe Corps
Fricourt et Mametz étaient les objectifs du XVe Corps sous le commandement du général de corps d'armée Horne. La poussée sur Mametz devait être menée par la 7e division (major-général Watts). Les brigades de droite et du centre de la 7e division devaient attaquer sur un front de 1600 mètres entre la ligne Carnoy - Mametz et la carrière au sud de Hidden Wood. La 91e brigade (brigade-général J. R. Minshull-Ford) devait s'emparer de la tête de l'éperon de Mametz et pénétrer dans Mametz par l'est. Au centre, la 20e brigade (brigade-général Deverell) était engagée pour former le flanc défensif face à Fricourt.
La 20e brigade devait s'emparer de l'extrémité ouest de Mametz et pivoter vers la gauche pour former un flanc défensif au sud de Fricourt le long du Willow Stream, tandis que la 22e brigade attendait sur la ligne de front britannique, prête à profiter d'un retrait allemand du village. La progression de la 91e brigade sur 91-183 m de no man's land n'a d'abord entraîné que de faibles pertes, mais s'est intensifiée à mesure qu'elle atteignait le village.
Les attaques à l'est du village ont été couronnées de succès, mais plusieurs attaques en direction du nord et de l'ouest ont été repoussées.
Après l'utilisation de l'artillerie et l'attaque des voies de ravitaillement, la résistance s'est effondrée et le village a été pris. Au centre, la 20e brigade a été impliquée dans des combats tout au long de la journée. L'infanterie a progressé sur le terrain devant Mametz Wood et Willow Stream, en contournant Fricourt, situé plus au nord, mais malgré cela, les objectifs au-delà de Mametz n'ont pas été atteints. L'avance de la 21e division (major-général Claud Jacob) devait passer au nord de Fricourt pour atteindre la rive nord du Willow Stream au-delà de Fricourt et Fricourt Wood. 

Afin de limiter les tirs d'Enfilade depuis le village, les trois mines situées à l'extrémité ouest du village ont été déclenchées pour créer un remblai de terre qui bloquait la vue depuis le village. La 50e brigade de la 17e division (général de division Pilcher) pénétra dans la tranchée de front allemande sans subir de pertes importantes et avança en direction du « Red Cottage » à l'extrémité nord de Fricourt.

#### IIIe Corps

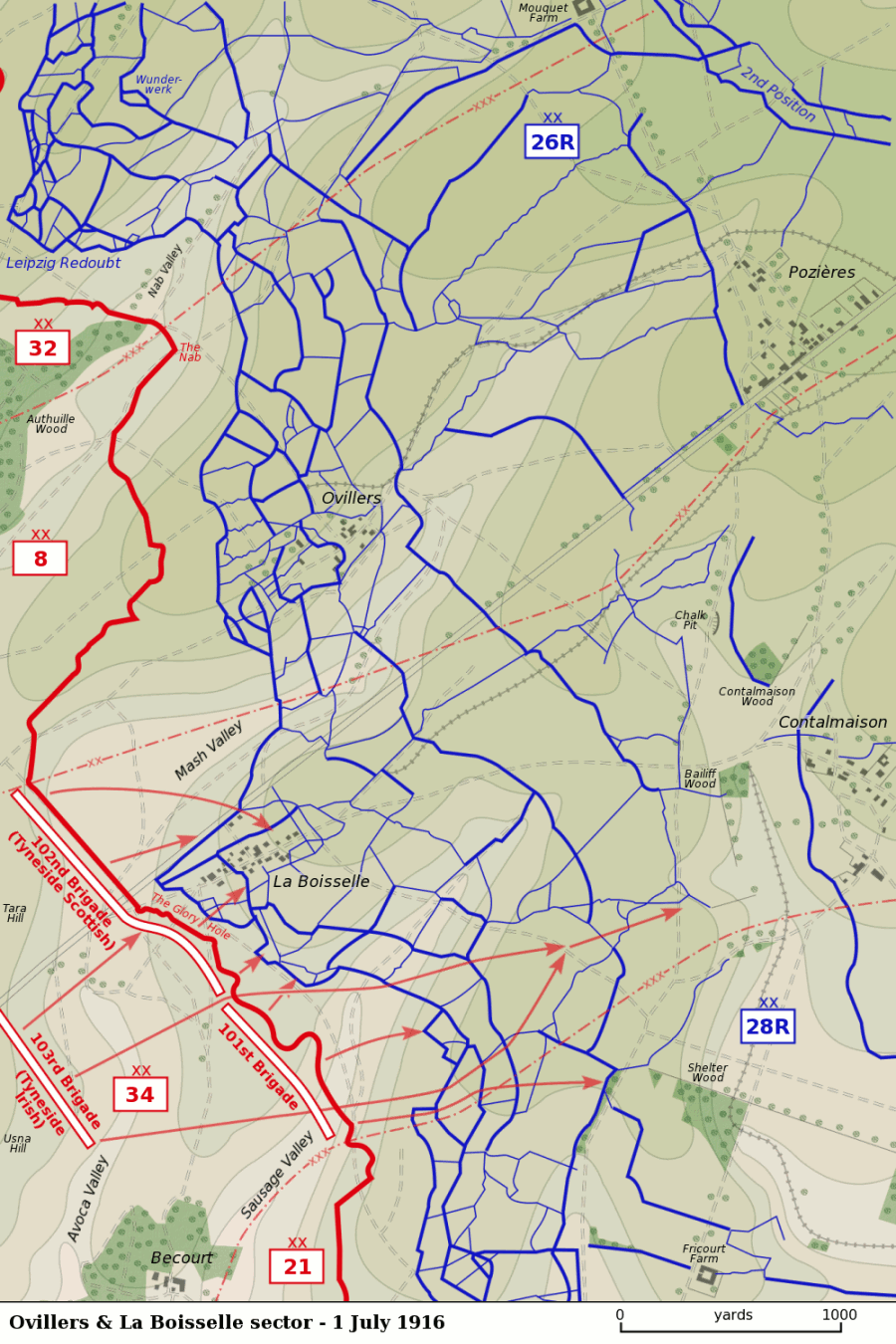
Attaque de la 8e division sur Ovillers et de la 34e division sur La Boiselle

La 34e division (major-général Edward Ingouville-Williams) devait attaquer le long de la route Albert-Bapaume, soutenue par l’explosion des mines de Lochnagar et de Y Sap, de part et d'autre de La Boisselle. La mine de Y Sap, au nord du village, n’a causé aucune perte, car les Allemands avaient évacué la zone à temps. Cependant, l’explosion de la mine de Lochnagar, au sud du village, a temporairement piégé des troupes allemandes dans des abris proches, entraînant la perte de la position. Des groupes de « Grimsby Chums » ont réussi à atteindre le cratère de la mine de Lochnagar, mais ont été immobilisés par les tirs de fusils allemands.
 
La brigade écossaise de Tyneside (brigadier-général Ternan) devait avancer à travers la vallée de Mash en direction de La Boisselle, au niveau du « Glory Hole » (L’îlot pour les Français et Granathof pour les Allemands). En réserve, la brigade irlandaise de Tyneside était prête à capturer le deuxième objectif, allant de Contalmaison à Pozières. À l’heure zéro, la brigade écossaise de Tyneside a commencé son avance depuis la ligne Tara-Usna (une position de réserve britannique derrière la ligne de front) afin de traverser 1,6 km de terrain découvert avant d’atteindre le no man’s land. Malgré les tirs de mitrailleuses, environ 50 hommes ont réussi à progresser à travers la vallée de « Sausage Valley », au sud de La Boisselle, presque jusqu’à la périphérie de Contalmaison.
 
Les survivants, après l’avance britannique la plus éloignée de la journée, d’environ 3,7 km, ont été capturés. La 8e division (major-général Henry Hudson) a attaqué le promontoire d’Ovillers, au nord de la route Albert-Bapaume. La division devait traverser 690 mètres de no man’s land pour atteindre les tranchées allemandes, situées sur les contreforts descendant de la crête. Le seul accès aux lignes allemandes passait par la vallée de Mash, exposée aux tirs d’artillerie depuis La Boisselle, Ovillers et Thiepval. Les trois brigades ont avancé simultanément. La 23e brigade (brigadier-général Tuson) a progressé à travers la vallée de Mash, où environ 200 hommes ont atteint la deuxième tranchée allemande, tenant environ 270 mètres de la tranchée avant jusqu’à 9h15.
 
La 25e brigade (brigadier-général Pollard) a atteint la deuxième ligne avant d’être repoussée vers la ligne de front britannique. Seule la 70e brigade (brigadier-général Gordon) a réussi à rejoindre la troisième tranchée. L’avance britannique a été accueillie par des tirs massifs de fusils, qui ont décimé de nombreux hommes. En raison des lourdes pertes, l’élan de l’attaque s’est épuisé ; aucun renfort n’est arrivé, et l’ennemi a eu le temps de prendre des mesures pour défendre la brèche créée dans sa ligne.

#### Xème Corps
L'objectif d'attaque du X. Le 1er Corps sous le lieutenant-général Morland était la section de front de 3 kilomètres d'Auchonvillers à Authuille en passant par Thiepval. L'arc de front de Leipzig et le village de Thiepval étaient attaqués par la 32e division (major-général Rycroft) de la New Army. A 07h23, le 17e bataillon avançait sous le rouleau de feu d'environ 40 mètres jusqu'à la ligne de front allemande. Avec l'ordre d'attaque à 07h30, les Britanniques ont pris d'assaut la tranchée avant que la garnison ne puisse réagir et se sont emparés du Leipzigschanze. Les tentatives d'exploiter ce succès et d'avancer plus loin furent empêchées par des tirs de mitrailleuses provenant de la Wundtwerk (appelée Wonderwork par les Britanniques). 

La conquête du retranchement fut le seul succès durable dans le secteur nord. La 49e division (West Riding) (général de division Edward Perceval) a été envoyée en avant en tant que réserve et a soutenu la 32e division dans la matinée. La 146e brigade de la 49e division attaqua Thiepval via le territoire de la 32e division, tandis que tous les bataillons non engagés furent envoyés directement à la 36e division (Ulster). La zone était défendue par deux bataillons du 99e régiment d'infanterie de réserve, dont les positions de mitrailleuses avaient résisté aux bombardements et avaient immédiatement ouvert le feu lorsque les Britanniques avaient attaqué.

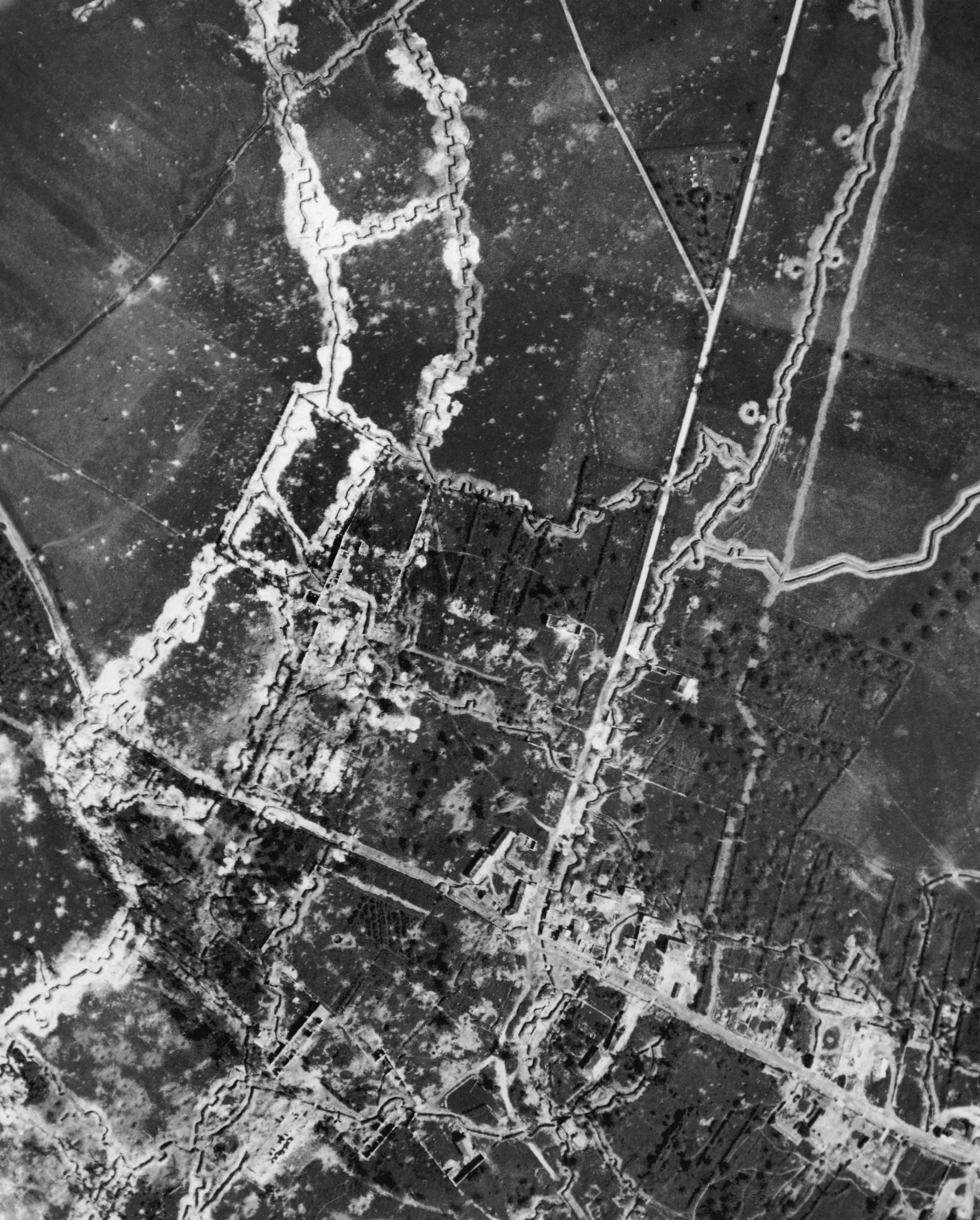
Reconnaissance aérienne verticale du village de Thiepval et des tranchées allemandes de première ligne et de soutien.

La 36e division (Ulster) (major-général Oliver Nugent) a attaqué le retranchement de Souabe entre Thiepval et l'Ancre. Le bombardement d'artillerie préparatoire, qui comprenait l'appui de batteries françaises avec des obus à gaz et un rideau de fumée par des lance-grenades, fut plus réussi que dans d'autres parties du front au nord de la route Albert-Bapaume. Avant l'attaque, l'infanterie s'est glissée dans le no man's land et a pris d'assaut la tranchée de front allemande. La défaite des divisions voisines laissa la 36e division sans protection sur ses flancs, ce qui permit aux défenseurs allemands de prendre la division sous le feu de trois côtés.
L'artillerie allemande commença un tir de barrage le long du no man's land, isolant les troupes les plus avancées. Ceux-ci avaient brièvement atteint la deuxième ligne allemande, conquis la Schwaben Schanze et s'étaient approchés de la Staufen Schanze. En face de la 36e division (Ulster) se trouvaient le IIIe bataillon du régiment d'infanterie de réserve 99 ainsi que les Ier et IIIe bataillons du régiment d'infanterie de réserve bavarois n° 8. Les unités allemandes subirent de lourdes pertes en raison des bombardements britanniques qui détruisirent une grande partie des positions avancées.

Les positions ont été si rapidement débordées par les Irlandais qu'ils n'ont rencontré que peu de résistance. Le IIe bataillon de Bavarois reçut l'ordre de reprendre le retranchement. Dans la confusion, seules quelques troupes allemandes purent être rassemblées. La contre-attaque commença au coup par coup et fut repoussée à plusieurs reprises jusqu'à ce que, vers 22 heures, un bombardement et une nouvelle attaque de deux bataillons frais forcent les Britanniques à se retirer du retranchement.

#### VIIIe Corps
Le flanc nord de la quatrième armée était tenu par le VIIIe corps (Lieutenant-général Hunter-Weston). La 29e division (major-général Henry de Beauvoir De Lisle) attaqua en direction de Beaumont-Hamel. Une partie de l’attaque fut filmée et montra la détonation d’une mine de 40 000 livres sous la redoute de Hawthorn Ridge à 7h20 du matin, dix minutes avant l’assaut de l’infanterie. L’explosion de la mine alerta les Allemands, de sorte que les troupes britanniques ne purent occuper toutes les parties du cratère avant que les Allemands n’en prennent le bord extérieur. La division subit de lourdes pertes en traversant le no man’s land en raison de l’artillerie allemande.

Des fusées blanches allemandes furent confondues avec des fusées britanniques, ce qui poussa le commandant de la division, le Major-Général Beauvoir De Lisle, à ordonner à la 88e brigade de la réserve d’exploiter le succès. Des éléments de la brigade traversèrent le no man’s land près du ravin de Leiling, mais furent arrêtés par des barbelés. La plupart des abris allemands et le village de Beaumont-Hamel étaient abandonnés et criblés de cratères. Le régiment d’infanterie de réserve 119, qui s’était réfugié dans des galeries sous le village, attaqua les troupes britanniques depuis les décombres de leurs tranchées. 
 
La 4e division (major-général William Lambton) attaqua entre Serre-lès-Puisieux et Beaumont-Hamel et captura le Quadrilateral (Heidenkopf), mais ne put exploiter ce succès, car les troupes allemandes repoussèrent les attaques des divisions voisines. Des tirs croisés venant de Beaumont-Hamel et de Serre ainsi que des contre-attaques déterminées stoppèrent l’avancée de la 4e division. Des unités des Lancashire Fusiliers, des Seaforth Highlanders et de la 11e brigade pénétrèrent dans le Quadrilateral, où elles furent renforcées pendant la nuit par une compagnie des Royal Irish Fusiliers.

À l’exception du Quadrilateral, la 4e division était de retour à sa ligne de départ à la fin de la journée. Aucun autre gain territorial ne fut réalisé. De nouvelles contre-attaques allemandes, menées pendant la nuit, repoussèrent les unités britanniques hors du Quadrilateral, à l’exception des Irish Fusiliers qui restèrent dans la ligne de front allemande, n’ayant pas reçu d’ordre de se replier. Finalement, les Irlandais se retirèrent à 11h30 avec leurs blessés et trois prisonniers. 

La 31e division devait capturer Serre, puis pivoter vers le nord pour former le flanc défensif nord de la quatrième armée. De petites unités des Accrington Pals et du bataillon de la ville de Sheffield atteignirent Serre. Des contre-attaques allemandes repoussèrent les Britanniques en direction du Quadrilateral, qui fut repris par les Allemands pendant la nuit.,,

### 3e armée britannique
La 3e armée britannique (général Edmund Allenby) devait mener une action de diversion avec le VIIe Corps (lieutenant général Thomas Snow) au nord du territoire de la 4e armée. Dans l'arc de front de Gommecourt, les tranchées allemandes s'étendaient autour d'un château et de son parc, et une brèche de 1,6 km séparait le VIIe Corps à Gommecourt du bord nord de l'attaque principale. Des préparatifs pour un mouvement en tenaille afin d'enfermer les Allemands dans une poche ont été faits de manière aussi évidente que possible afin d'attirer l'attention des Allemands.
  
La 56e division (major-général Charles Hull) avait préparé des positions de départ vers le no man's land, et lorsque l'attaque a commencé à 7h30, des progrès rapides ont été réalisés. Les trois premières tranchées allemandes ont été conquises et une unité a continué à avancer pour faire la jonction avec la 46e division (North Midland) (général de division Montagu-Stuart Wortley). Les tirs de barrage allemands ont rendu impossible l'arrivée de renforts ou le creusement d'une tranchée de défense au sud.
 
L'attaque de la 46e division (North Midland) a été stoppée par des fils barbelés et des grenades non explosées au sol. Un écran de brouillard destiné à masquer l'infanterie gênait sa visibilité. Le sol était particulièrement humide et boueux, et seuls quelques soldats atteignaient les tranchées allemandes. Les troupes britanniques restantes ont débordé la ligne de front et les troupes allemandes qui avaient survécu au bombardement ont attaqué les troupes britanniques par derrière. La 56e division a pu atteindre la troisième ligne de tranchées avant qu'une attaque simultanée du régiment d'infanterie 170 et des régiments d'infanterie de réserve 15 et 55 ne commence. La contre-attaque allemande ne fit que peu de progrès jusqu'à ce que des bombardements coordonnés dans l'après-midi rétablissent progressivement la position.

## Répercussions
Alors que le 1er juillet reçoit peu d'attention dans les rapports officiels allemands et français, cette date est largement décrite par James Edmonds dans l'histoire officielle britannique de la guerre. Dans les mémoires de Joffre, la victoire française est attribuée à « l'excellent travail de l'artillerie » et à la sous-estimation de la puissance offensive française par les Allemands à la suite de la bataille de Verdun, qui ont déployé leur principal effort défensif dans le nord. De nombreux fantassins britanniques avaient été attaqués par l'arrière après avoir échoué à dégager les positions allemandes capturées.

Cette explication militaire n'a pas suffi à de nombreux commentateurs britanniques, qui ont accusé des « manieurs d'épée » « anachroniques » d'entraîner des volontaires dans un massacre inutile. Le succès français, basé sur l'expérience de 1915, a été négligé, tout comme l'attente déçue des Français de nouvelles victoires rapides, la bataille devenant le pendant de la longue campagne d'attrition de Verdun. Philpott a également décrit le fait que les Allemands ont été effacés du récit britannique des sacrifices inutiles. Le 1er juillet, les armées anglo-françaises avaient pris l'avantage en forçant l'effondrement des défenses allemandes sur une longueur de 21 km de part et d'autre de la Somme. En début d'après-midi, une large brèche avait été ouverte au nord du fleuve, à un endroit inattendu, obligeant à improviser.

### Victimes
L'attaque fut un désastre sans précédent pour l'armée britannique. Sur les 120 000 hommes déployés, on dénombre près de 60 000 victimes, dont environ 20 000 morts. Le nombre de victimes et les pertes totales étaient supérieurs au nombre total de toutes les guerres britanniques entre 1815 et 1914. Andrew Roberts estime les pertes françaises à 7 000 et celles des Allemands entre 10 000 et 12 000. Les pertes allemandes exactes de la journée sont inconnues car les unités ne signalaient des pertes que tous les dix jours. Cependant, en raison de l'intensité des combats, de nombreuses unités allemandes ont particulièrement souligné les pertes de la journée. Sur la base de ces échantillons, l'historien militaire Martin Middlebrook estime les pertes allemandes à environ 8 000 hommes. Parmi eux, 2 200 ont été capturés, faisant moins de 6 000 morts et blessés.,,